# Берестова вулиця (Харків)
Берестова вулиця — вулиця у Харкові, у Шевченківському районі, в історичній місцевості Шатилівка. Сполучає Європейську вулицю з вулицею Дмитра Антоненка. Вулиця виникла після Другої світової війни.

## Розташування
Вулиця починається Т-подібним перехрестям з Європейською вулицею. Прямує на північ і впирається у вулицю Дмитра Антоненка. Інших вулиць не перетинає. Має асфальтове покриття. Забудована приватними житловими будинками.

## Історія
Вулиця заснована після Другої світової війни. Присутня в списку вулиць 1954 року